# Theodor Heidegger
Theodor Heidegger (* 7. Januar 1834; † 8. Mai 1914 in Köln) war ein deutscher Architekt.

## Leben
Theodor Heidegger war ein Sohn des Talmudlehrers Isaias Heidegger aus Fürth. Er studierte Mathematik und legte in München die Staatsprüfung ab. Danach arbeitete er als Ingenieur. 1890 wurde er Baurat. Unter anderem war er am Bau der Bahnlinie von Preußen nach St. Petersburg und am Bau des Suezkanals beteiligt. 
Ab 1871 war er Mitglied der Staatsbauverwaltung von Elsass-Lothringen. Als Geheimer Oberbaurat und Kreisbauinspektor pensioniert, war er 1908 noch Bürgermeister von Metz. In diesem Jahr zog er aus der Gefängnisstraße 25 in Metz in die Hülchrather Straße 1 in Köln, wo er seine späteren Lebensjahre verbrachte. 
Theodor Heidegger wurde mit dem Kronenorden III. Klasse ausgezeichnet. Er war Mitglied des Architekten- und Ingenieurvereins.
Heidegger war mit Friederike Heidegger, geb. Steinert, verheiratet. Diese überlebte ihn um vier Jahre. Das Grab des Ehepaars befindet sich auf dem Jüdischen Friedhof in Köln-Deutz. 
Ob der Kaufmann Emil Heidegger, der etwa gleichzeitig wie Theodor und Friederike Heidegger nach Köln zog, ein Sohn des Ehepaars war, ist nicht bekannt.
Heideggers Schwiegersohn Alfred Baumgarten war Reichsbahndirektor und der Erfinder des Amtlichen Kursbuchs für das Reich. Er war außerdem Direktor des Verkehrs- und Baumuseums in Berlin und konzipierte dort die Ausstellung zum 100-jährigen Jubiläum der Erfindung der Eisenbahn. Baumgarten, der aus „rassischen Gründen“ beurlaubt bzw. zwangspensioniert wurde, emigrierte 1939 nach England.

## Werke
- Theodor Heidegger: Artikel „Lothringen“. In: Verband Deutscher Architekten- und Ingenieurvereine (Hrsg.): Das Bauernhaus im Deutschen Reiche und in seinen Grenzgebieten. Edition Libri rari im Verlag T. Schaefer, Augsburg 2000, ISBN 3-88746-415-X, Seiten 362–363 (Nachdruck d. Ausg. Dresden 1905/06).